# Аневка
Аневка — село в Адамовском районе Оренбургской области. Входит в состав Брацлавского сельсовета. Проживают русские и казахи.

## География
Посёлок находится в восточной части региона, в подзоне типчаково-ковыльных степей, у реки Жанаспай.
Климат
Климат характеризуется как резко континентальный с морозной зимой и жарким летом. Среднегодовая температура воздуха составляет 1,5 °C . Абсолютный максимум температуры воздуха составляет 42 °C; абсолютный минимум — −42 °C. Среднегодовое количество атмосферных осадков составляет 280—330 мм. При этом около 75 % осадков выпадает в тёплый период. Снежный покров держится в среднем около 152 дней в году.

## Топоним
Первоначально именовался посёлок Кошелевский, с 1930-х годов носит современное название, возможно сокращенное от Александро-Невка (в списке НП на 1939 г. значится как А.-Невка.

## История
Село основано в 1908 г. переселенцами с Украины, Никитой Кошелем, а также Яковом Рыбалко, Романом Пометуном и др. По фамилии одного из основателей первоначально называлась посёлок Кошелевский.

## Население
| 2010 |
| ---- |
| 254  |

Национальный состав
Согласно результатам переписи 2002 года, в национальной структуре населения
казахи составляли 49 %, русские 38 % из 328 чел..

## Инфраструктура
Развито было коллективное сельское хозяйство (совхоз «Каинды-Кумакский»).

## Транспорт
Проходит автодорога межмуниципального значения «Подъезд к с. Аневка от а/д Брацлавка — Каменецк» (идентификационный номер 53 ОП МЗ 53Н-0201120).

## Известные уроженцы
- Колесник, Анатолий Иванович (1943—2021) — советский передовик сельскохозяйственного производства, полный кавалер ордена Трудовой Славы, заслуженный механизатор сельского хозяйства Российской Федерации.